# Dafydd Llywelyn
Dafydd Llywelyn (* 10. Januar 1939 in Südwales; † 25. März 2013 in München) war ein walisischer Komponist, Pianist, Dirigent und Pädagoge.

## Biographie
Seinen ersten Klavierunterricht erhielt der in Südwales geborene Musiker von seinem Vater, später in einem klösterlichen Internat in Mittelengland von Priestern. Zu seinen weiteren Lehrern zählen der britische Pianist Tom Bromley, Johann Trygvasson (Schwiegervater von Vladimir Ashkenazy) und Peter Feuchtwanger (Neffe des Schriftstellers Lion Feuchtwanger). Ein wichtiger musikalischer Einfluss ergab sich für ihn durch die Begegnung und spätere enge Freundschaft mit dem Pianisten Shura Cherkassky, der ihm die Tradition des polyphonen Klavierspiels der alten Meister näher brachte. Später erhielt er wichtige Impulse von Pierre Boulez, Karlheinz Stockhausen und Kirill Kondraschin. Er studierte in Birmingham und London Musik, Medizin, Kriminologie und Theologie, um anschließend nach Köln zu ziehen. Ab 1971 lebte er in München, ab 1984 bis zu seinem Tod mit seiner Lebensgefährtin Hedy Schmitt.
Als er drei Jahre alt war, starb seine Mutter an Leukämie, daraufhin begann er nach eigenen Aussagen das Komponieren. Die tiefe Religiosität seiner Werke, die er bereits in jüngsten Jahren meditativ beseelt verfasste, sowie die Tragik vieler Stücke fußen größtenteils auf dem frühen Verlust der Mutter. Sein erstes großes Musikstück Dies Irae komponierte er im Alter von zwölf Jahren. 1966 war er an der deutschen Uraufführung von Erik Saties Vexations beteiligt. Ende der 1960er Jahre nahm er mit der Band The Lonely Ones (später The Joint) Filmmusik auf und unterrichtete deren Keyboarder Rick Davies, der kurz danach die Band Supertramp mitbegründete.
Llywelyns Werkverzeichnis umfasst sowohl Kompositionen für Soloinstrumente, als auch Filmmusik, Rock und Jazz. Als Pianist und Dirigent konzertierte er in Europa, den USA und Kanada. Als Lehrer förderte er seit seinem Umzug nach München im Jahre 1971 den musikalischen Nachwuchs als Klavierpädagoge. Die Pianistin Roberta Pili gilt als seine direkte musikalisch-pianistische Nachfolgerin, da sie die alte Tradition des polyphonen Spiels im Sinne ihres Lehrers an die junge Pianistengeneration mit Begeisterung weiter vermittelt. 1993/94 übernahm Llywelyn eine Gastprofessur für Komposition, Klavier und musikalische Analyse an der Universität Belgrad.
Llywelyn ist bekannt für seine zeitlosen, hyperpolyphonen Piano-Kompositionen. Diese werden von führenden Pianisten, u. a. Boris Beresowski, Nathan Carterette, İdil Biret und Severin von Eckardstein, auf der ganzen Welt gespielt.